# Eucheiros (Töpfer)

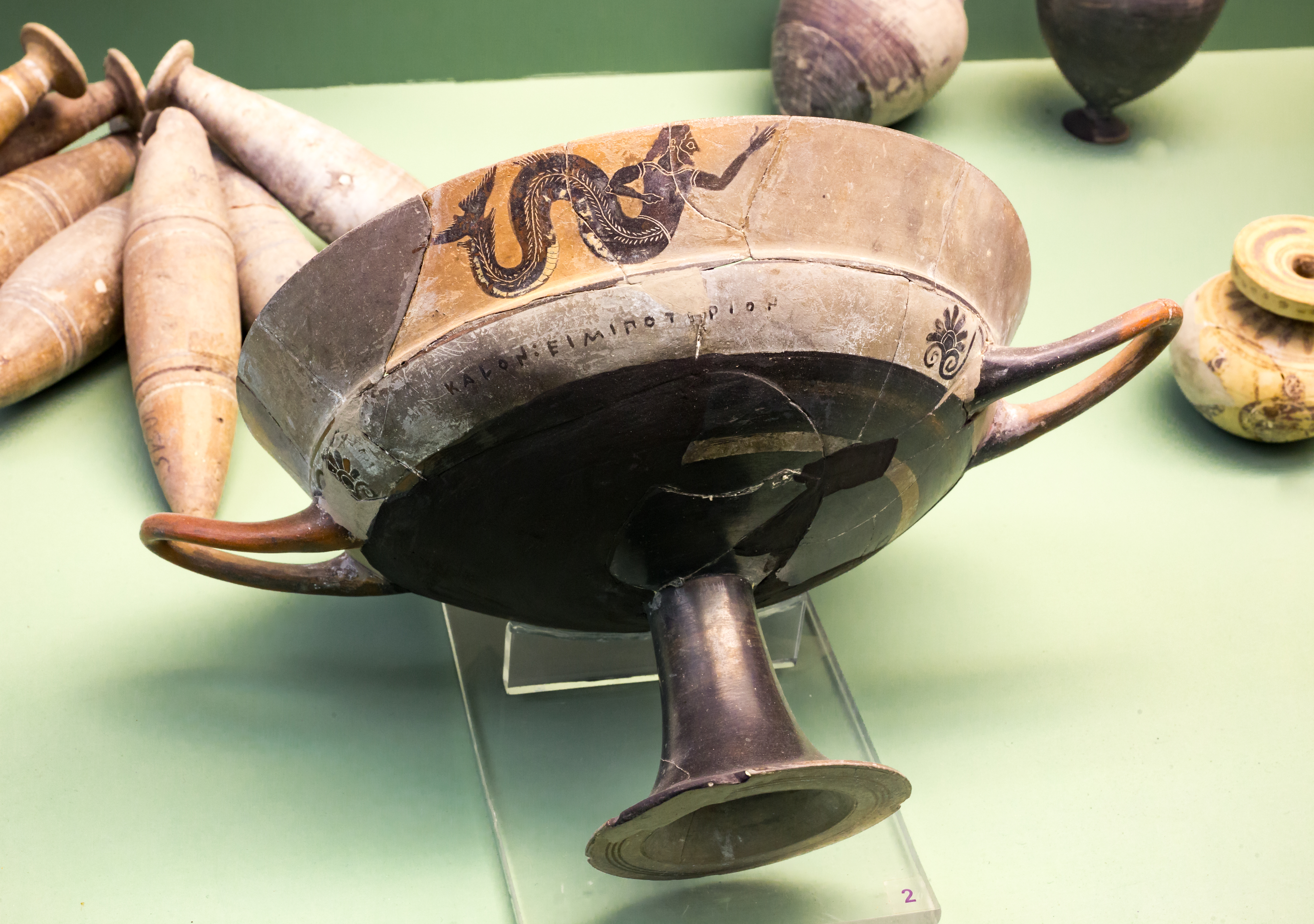
Randschale in Rhodos, Archäologisches Museum 10527, aus Ialysos, auf der Rückseite Signatur des Eucheiros

Eucheiros (altgriechisch Εὔχειρος) war ein griechischer Töpfer, der um 560 bis 545 v. Chr. in Athen tätig war; er war der Sohn des Töpfers Ergotimos.

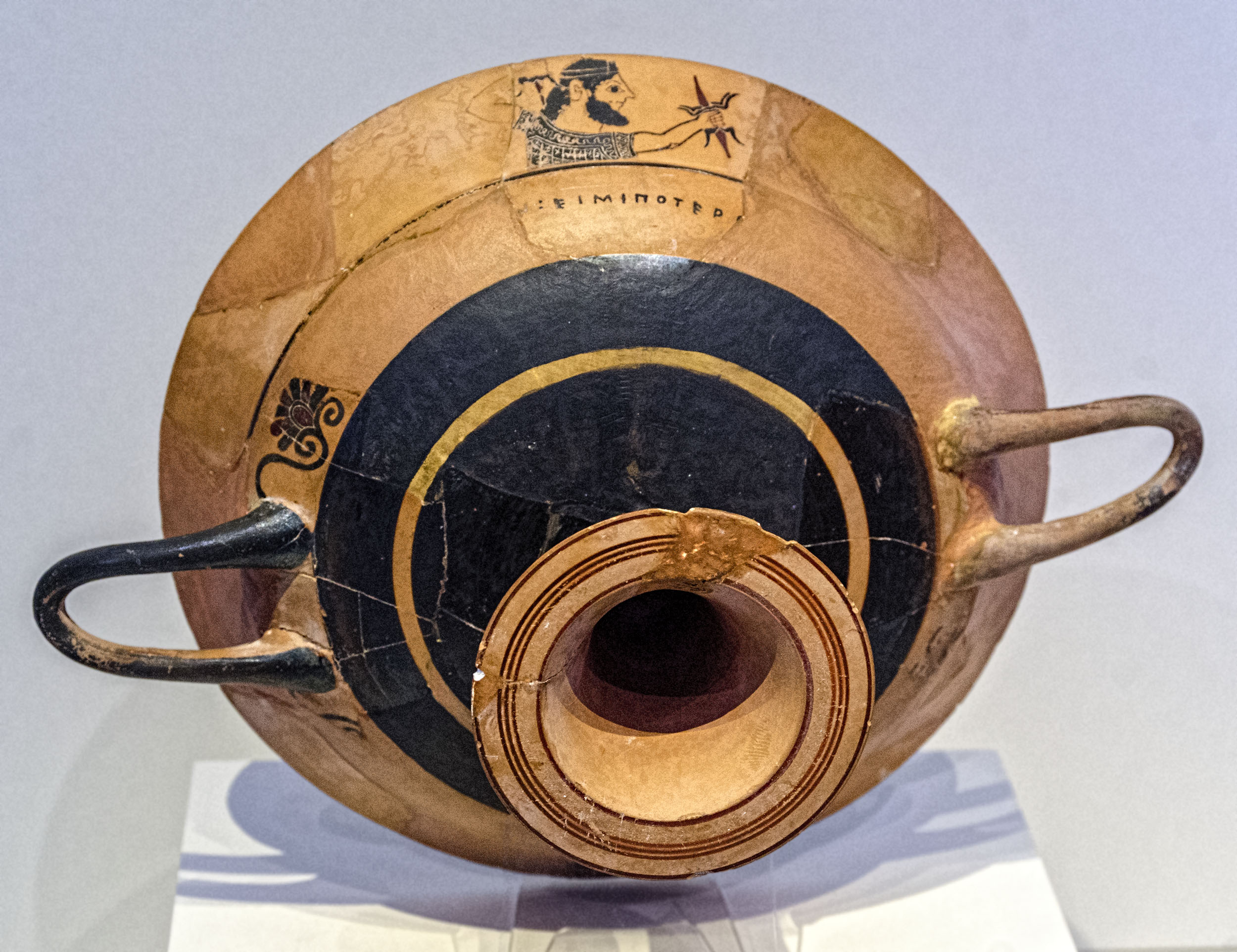
Randschale in Madrid, Museo Arqueológico Nacional 1969.61.1, aus Medellín

Von ihm sind sechs signierte zu den Kleinmeister-Schalen gehörende Randschalen bekannt:
- Berlin, Antikensammlung F 1756
- Daskyleion E 20
- Florenz, Museo archeologico nazionale V 71, ehemals Sarteano, Sammlung Lunghini
- Korinth C-78-65
- London, British Museum B 417 (1847.8-6.44)
- Rhodos, Archäologisches Museum 10527, aus Ialysos

Zugeschrieben wird ihm eine Randschale in Madrid, Museo Arqueológico Nacional de España 1969.61.1, aus Medellín.
Alle dieser Vasen sind von dem nach ihm benannten Eucheiros-Maler dekoriert.